# Ямайский диплоглосс
Ямайский диплоглосс, или ямайский гигантский диплоглосс (лат. Celestus occiduus), — возможно вымерший вид веретеницеобразных ящериц семейства Diploglossidae. Эндемик острова Ямайка. Является крупнейшим представителем рода. По-видимому, встречался в лесистых и заболоченных местообитаниях. Последний раз он был зарегистрирован в середине XIX века, когда местные жители сообщали о неподтвержденных наблюдениях. Вид существенно пострадал в результате интродукции хищников, в первую очередь малого мангуста, а также трансформации мест обитания. Недавние исследования, хотя и обширные, пока не были исчерпывающими из-за труднодоступности района реки Блэк-Ривер, оставляют место для некоторой надежды на то, что вид может сохраниться, хотя и с популяцией не превышающей по размерам 50 особей.